# Nationalbibliothek des Kosovo
Die Nationalbibliothek des Kosovo „Pjetër Bogdani“ (albanisch Biblioteka Kombëtare e Kosovës „Pjetër Bogdani“, Akronym: BKK) ist die größte Bibliothek des Kosovo. Sie befindet sich in der Hauptstadt Pristina und ist nach dem albanisch-katholischen Autor Pjetër Bogdani benannt. Die BKK beherbergt eine große Sammlung an geschichtlichen und kulturellen Werken, die vom Kosovo und dessen Bevölkerung handeln. Für die Albanologie ist die Bibliothek ein wichtiger Standort.
Die Nationalbibliothek wurde 1944 gegründet und hatte ihren Sitz zuerst im südkosovarischen Prizren. Erst 1982 bezog sie das heutige Gebäude im Stadtzentrum gleich neben der Universität Prishtina, welches architektonisch eine Einzigartigkeit im Kosovo, aber auch in ganz Südosteuropa ist. Der Gebäudekomplex hat 99 Kuppeln und ist mit Stahlelementen verkleidet. Er wurde vom jugoslawischen Architekten Andrija Mutnjaković (* 1929) entworfen. Das Gebäude wurde 2018 bis 2019 auf der Ausstellung Toward a Concrete Utopia des Museum of Modern Art gewürdigt.